# Irene von Fladung
Irene von Fladung (* 12. Oktober 1879 in Teharje; † 15. Juni 1965 in München) war eine österreichische Opernsängerin (Sopran).

## Leben
Fladung studierte Gesang in Graz, ehe sie 1906 ihr Operndebüt an der Wiener Staatsoper gab. 1907 hatte sie ihren ersten Auftritt an der Bayerischen Staatsoper und bei den Bayreuther Festspielen. Bis 1925 sang sie nicht nur an der Bayerischen Staatsoper, sondern war während dieser Zeit auch als Gastkünstlerin am Opern- und Schauspielhaus Frankfurt, der Semperoper und an der Staatsoper Stuttgart tätig.
Am 28. März 1916 sang sie die Partie der Bice in der Uraufführung von Erich Wolfgang Korngolds Violanta im Hoftheater München.
Fladung war mit dem gleichfalls in München tätigen Schauspieler Georg Henrich verheiratet.

## Repertoire (Auswahl)
- Adele in „Die Fledermaus“ von Johann Strauss
- Blonde in „Die Entführung aus dem Serail“ von Wolfgang Amadeus Mozart
- Cherubino in „Le nozze di Figaro“ von Wolfgang Amadeus Mozart
- Hänsel in „Hänsel und Gretel“ von Engelbert Humperdinck
- Marzelline in „Fidelio“ von Ludwig van Beethoven
- Musetta in „La Bohème“ von Giacomo Puccini
- Urbain in „Les Huguenots“ von Giacomo Meyerbeer

## Diskografie
- Zwei Aufnahmen auf Odeon: Duette mit Hermine Bosetti, darunter die Barcarole aus „Hoffmanns Erzählungen“ von Jacques Offenbach, eine Test-Aufnahme für Edison (1912), wiederveröffentlicht bei Marston.